# Elecciones a las Cortes de Castilla-La Mancha de 2007
El 27 de mayo de 2007 tuvieron lugar las elecciones a Cortes de Castilla-La Mancha donde se renovaron los 47 asientos del parlamento regional. Por primera vez en democracia, el PSOE presentaba un nuevo candidato, José María Barreda Fontes, dado que José Bono abandonó la presidencia de la Junta en la legislatura anterior para incorporarse al Gobierno de José Luis Rodríguez Zapatero como Ministro de Defensa, siendo sustituido por el propio Barreda. El Partido Popular, con la nueva candidata María Dolores de Cospedal, logró reducir en tres escaños la mayoría del PSOE. Sin embargo, José María Barreda logró una nueva mayoría absoluta socialista en la región.

## Resultados
| ← Elecciones a las Cortes de Castilla-La Mancha de 2007 → |                                                      |                           |         |       |         |     |
| Presidente y gobierno | Partido                                              | Candidato                 | Votos   | %     | Escaños | +/- |
| - Presidente: José María Barreda - Gobierno: PSOE - Censo: 1.507.173 - Votantes: 1.110.885 (73,7%) - Abstención: 396.288 (26,3%) - Válidos: 1.102.563 - A candidatura: 1.088.483 (98,7%) | Partido Socialista Obrero Español (PSOE)             | José María Barreda        | 572.849 | 52,63 | 26      | -3  |
| - Presidente: José María Barreda - Gobierno: PSOE - Censo: 1.507.173 - Votantes: 1.110.885 (73,7%) - Abstención: 396.288 (26,3%) - Válidos: 1.102.563 - A candidatura: 1.088.483 (98,7%) | Partido Popular (PP)                                 | María Dolores de Cospedal | 467.319 | 42,93 | 21      | +3  |
| - Presidente: José María Barreda - Gobierno: PSOE - Censo: 1.507.173 - Votantes: 1.110.885 (73,7%) - Abstención: 396.288 (26,3%) - Válidos: 1.102.563 - A candidatura: 1.088.483 (98,7%) | Izquierda Unida-Izquierda de Castilla-La Mancha (IU) | Cayo Lara                 | 37.753  | 3,47  | 0       |     |
| - Presidente: José María Barreda - Gobierno: PSOE - Censo: 1.507.173 - Votantes: 1.110.885 (73,7%) - Abstención: 396.288 (26,3%) - Válidos: 1.102.563 - A candidatura: 1.088.483 (98,7%) | Los Verdes de Europa (LVE)                           |                           | 3.542   | 0,33  | 0       |     |
| - Presidente: José María Barreda - Gobierno: PSOE - Censo: 1.507.173 - Votantes: 1.110.885 (73,7%) - Abstención: 396.288 (26,3%) - Válidos: 1.102.563 - A candidatura: 1.088.483 (98,7%) | Tierra Comunera (TC)                                 |                           | 2.525   | 0,23  | 0       |     |
| - Presidente: José María Barreda - Gobierno: PSOE - Censo: 1.507.173 - Votantes: 1.110.885 (73,7%) - Abstención: 396.288 (26,3%) - Válidos: 1.102.563 - A candidatura: 1.088.483 (98,7%) | Unidad Castellana (UdCa)                             |                           | 1.213   | 0,11  | 0       |     |
| - Presidente: José María Barreda - Gobierno: PSOE - Censo: 1.507.173 - Votantes: 1.110.885 (73,7%) - Abstención: 396.288 (26,3%) - Válidos: 1.102.563 - A candidatura: 1.088.483 (98,7%) | La Falange (FE)                                      |                           | 1.071   | 0,10  | 0       |     |
| - Presidente: José María Barreda - Gobierno: PSOE - Censo: 1.507.173 - Votantes: 1.110.885 (73,7%) - Abstención: 396.288 (26,3%) - Válidos: 1.102.563 - A candidatura: 1.088.483 (98,7%) | Partido Regionalista de Guadalajara (PRGU)           |                           | 619     | 0,06  | 0       |     |
| - Presidente: José María Barreda - Gobierno: PSOE - Censo: 1.507.173 - Votantes: 1.110.885 (73,7%) - Abstención: 396.288 (26,3%) - Válidos: 1.102.563 - A candidatura: 1.088.483 (98,7%) | Unidad Regional Independiente (URI)                  |                           | 610     | 0,06  | 0       |     |
| - Presidente: José María Barreda - Gobierno: PSOE - Censo: 1.507.173 - Votantes: 1.110.885 (73,7%) - Abstención: 396.288 (26,3%) - Válidos: 1.102.563 - A candidatura: 1.088.483 (98,7%) | Democracia Nacional (DN)                             |                           | 802     | 0,07  | 0       |     |
| - Presidente: José María Barreda - Gobierno: PSOE - Censo: 1.507.173 - Votantes: 1.110.885 (73,7%) - Abstención: 396.288 (26,3%) - Válidos: 1.102.563 - A candidatura: 1.088.483 (98,7%) | Partido Humanista (PH)                               |                           | 572     | 0,05  | 0       |     |
| - Presidente: José María Barreda - Gobierno: PSOE - Censo: 1.507.173 - Votantes: 1.110.885 (73,7%) - Abstención: 396.288 (26,3%) - Válidos: 1.102.563 - A candidatura: 1.088.483 (98,7%) | Izquierda Republicana (IR)                           |                           | 410     | 0,04  | 0       |     |
| - Presidente: José María Barreda - Gobierno: PSOE - Censo: 1.507.173 - Votantes: 1.110.885 (73,7%) - Abstención: 396.288 (26,3%) - Válidos: 1.102.563 - A candidatura: 1.088.483 (98,7%) | En blanco                                            | N/A                       | 14.080  | 1,3   | N/A     | N/A |
| - Presidente: José María Barreda - Gobierno: PSOE - Censo: 1.507.173 - Votantes: 1.110.885 (73,7%) - Abstención: 396.288 (26,3%) - Válidos: 1.102.563 - A candidatura: 1.088.483 (98,7%) | Nulos                                                | N/A                       | 8.322   | 0,75  | N/A     | N/A |

### Provincia de Albacete
| Elecciones del 27 de mayo de 2007        |         |         |               |         |         |
| Censo                                    | 302.321 | 302.321 | 302.321       | 302.321 | 302.321 |
| Votantes                                 | 216.766 | 216.766 | Participación | 71,70%  | 71,70%  |
| Votos válidos                            | 227.841 | 227.841 |               | 99,27%  | 99,27%  |
| Votos nulos                              | 1.579   | 1.579   |               | 0,73%   | 0,73%   |
| Partidos                                 | Votos   | %       | +/-           | Escaños | +/-     |
| Partido Socialista Obrero Español (PSOE) | 113.295 | 52,27%  | 6,25%         | 6       | =       |
| Partido Popular (PP)                     | 87.684  | 40,75%  | 3,85%         | 4       | =       |
| Izquierda Unida (IU)                     | 8.416   | 3,91%   |               |         |         |
| Los Verdes de Europa (LVE)               | 1.697   | 0,79%   |               |         |         |
| Izquierda Republicana (IR)               | 410     | 0,19%   |               |         |         |
| Partido Humanista (PH)                   | 286     | 0,13%   |               |         |         |
| Tierra Comunera (TC)                     | 259     | 0,12%   |               |         |         |
| En blanco                                | 3.140   | 1,45%   |               |         |         |
| Total                                    |         |         |               | 10      |         |

### Provincia de Ciudad Real
| Elecciones del 27 de mayo de 2007        |         |         |               |         |         |
| Censo                                    | 396.273 | 396.273 | 396.273       | 396.273 | 396.273 |
| Votantes                                 | 283.442 | 283.442 | Participación | 71,53%  | 71,53%  |
| Votos válidos                            | 281.405 | 281.405 |               | 99,28%  | 99,28%  |
| Votos nulos                              | 2.037   | 2.037   |               | 0,72%   | 0,72%   |
| Partidos                                 | Votos   | %       | +/-           | Escaños | +/-     |
| Partido Socialista Obrero Español (PSOE) | 156.721 | 55,69%  | 5,51%         | 7       | =       |
| Partido Popular (PP)                     | 110.411 | 39,24%  | 4,14%         | 4       | =       |
| Izquierda Unida (IU)                     | 8.164   | 2,90%   |               |         |         |
| Unidad Castellana (Ud.Ca.)               | 1.213   | 0,43%   |               |         |         |
| La Falange (FE)                          | 588     | 0,21%   |               |         |         |
| Tierra Comunera (TC)                     | 490     | 0,17%   |               |         |         |
| En blanco                                | 3.818   | 2,91%   |               |         |         |
| Total                                    |         |         |               | 11      |         |

### Provincia de Cuenca
| Elecciones del 27 de mayo de 2007        |         |         |               |         |         |
| Censo                                    | 165.028 | 165.028 | 165.028       | 165.028 | 165.028 |
| Votantes                                 | 131.157 | 131.157 | Participación | 79,48%  | 79,48%  |
| Votos válidos                            | 129.961 | 129.961 |               | 99,09%  | 99,09%  |
| Votos nulos                              | 1.196   | 1.196   |               | 0,91%   | 0,91%   |
| Partidos                                 | Votos   | %       | +/-           | Escaños | +/-     |
| Partido Socialista Obrero Español (PSOE) | 66.164  | 50,45%  | 3,79%         | 4       | 1       |
| Partido Popular (PP)                     | 58.059  | 44,27%  | 3,37%         | 4       | 1       |
| Izquierda Unida (IU)                     | 3.557   | 2,74%   |               |         |         |
| Tierra Comunera (TC)                     | 543     | 0,42%   |               |         |         |
| En blanco                                | 1.638   | 1,25%   |               |         |         |
| Total                                    |         |         |               | 8       |         |

### Provincia de Guadalajara
| Elecciones del 27 de mayo de 2007             |         |         |               |         |         |
| Censo                                         | 166.558 | 166.558 | 166.558       | 166.558 | 166.558 |
| Votantes                                      | 116.740 | 116.740 | Participación | 70,09%  | 70,09%  |
| Votos válidos                                 | 115.860 | 115.860 |               | 99,24%  | 99,24%  |
| Votos nulos                                   | 880     | 880     |               | 0,76%   | 0,76%   |
| Partidos                                      | Votos   | %       | +/-           | Escaños | +/-     |
| Partido Popular (PP)                          | 53.935  | 46,55%  | 6,45%         | 4       | 1       |
| Partido Socialista Obrero Español (PSOE)      | 53.086  | 45,82%  | 7,58%         | 3       | 1       |
| Izquierda Unida (IU)                          | 5.258   | 4,54%   |               |         |         |
| Partido Regionalista de Guadalajara (P.R.GU.) | 619     | 0,53%   |               |         |         |
| Tierra Comunera (TC)                          | 532     | 0,46%   |               |         |         |
| La Falange (FE)                               | 483     | 0,42%   |               |         |         |
| En blanco                                     | 1.947   | 1,67%   |               |         |         |
| Total                                         |         |         |               | 7       |         |

### Provincia de Toledo
| Elecciones del 27 de mayo de 2007        |         |         |               |         |         |
| Censo                                    | 476.324 | 476.324 | 476.324       | 476.324 | 476.324 |
| Votantes                                 | 362.780 | 362.780 | Participación | 76,16%  | 76,16%  |
| Votos válidos                            | 360.150 | 360.150 |               | 99,28%  | 99,28%  |
| Votos nulos                              | 2.630   | 2.630   |               | 0,72%   | 0,72%   |
| Partidos                                 | Votos   | %       | +/-           | Escaños | +/-     |
| Partido Socialista Obrero Español (PSOE) | 183.583 | 50,97%  | 8,43%         | 6       | 1       |
| Partido Popular (PP)                     | 157.230 | 43,66%  | 7,16%         | 5       | 1       |
| Izquierda Unida (IU)                     | 12.358  | 3,43%   |               |         |         |
| Los Verdes de Europa (L.V.E.)            | 1.845   | 0,51%   |               |         |         |
| Tierra Comunera (TC)                     | 701     | 0,19%   |               |         |         |
| Unidad Regional Independiente (URI)      | 610     | 0,17%   |               |         |         |
| Partido Humanista (PH)                   | 286     | 0,08%   |               |         |         |
| En blanco                                | 3.537   | 0,97%   |               |         |         |
| Total                                    |         |         |               | 11      |         |

## Elección e investidura del Presidente de Castilla-La Mancha
| Candidato                 | Fecha                                                   | Voto |    |    | Total |
| ------------------------- | ------------------------------------------------------- | ---- | -- | -- | ----- |
| José María Barreda (PSOE) | 26 de junio de 2007 Mayoría requerida: Absoluta (24/47) | Sí   | 26 |    | 26/47 |
| José María Barreda (PSOE) | 26 de junio de 2007 Mayoría requerida: Absoluta (24/47) | No   |    | 21 | 21/47 |